# 呉連義
呉連義（ご れんぎ、1923年 - 2006年12月14日）は、太平洋戦争（大東亜戦争）で旧日本軍特務機関員として働き、終戦後、ベトナムに残留した台湾人である。

## 経歴
日本統治時代の台湾に生まれる。日本語教育を受けていたため、日本語に堪能だった。

### 太平洋戦争期と戦後
1943年（昭和18年）、嘉義農林学校（現国立嘉義大学）を卒業し1944年（昭和19年）、大日本帝国の国策会社である台湾拓殖に入社する。ベトナム北部の農業試験場に派遣され、同地に進駐していた旧日本軍軍属の特務機関員として働いた。現地で終戦を迎え、その後ベトナム建国の父ホー・チ・ミン（胡志明）が率いたベトナム独立同盟（ベトミン）の運動に参加する。引き揚げによって日本人が次々と帰国する中、1954年と1959年、日本引き揚げを希望したが台湾出身者は引き揚げの対象外とされ、帰郷を拒否され続けた。

### 結婚
ベトナムに残留し、ジャングルで知り合った現地女性ニン・ティ・ベと結婚。首都ハノイの南にある、妻の故郷であるニンビン省に移住し、農業などを営み暮らしていた。ベトナム戦争や中越戦争の時代に「外国人スパイ」との指弾を受けることもあったが、近隣住民からは「日本人のおじいさん」と呼ばれ親しまれていた。

### 帰郷
1992年、「日本政府の責任で台湾に帰して欲しい」とハノイの日本大使館に訴えたが断られる。その後の1994年、台湾で戸籍が確認され、一度だけ台湾への帰郷を果たし姉と面会した。しかし、妻ニン・ティ・ベが体調を崩したとの知らせを受けてベトナムに舞い戻った。

### 最期
2006年12月14日、ニンビン省の自宅で死去。六男一女の子供全員と13人の孫に最期を看取られ、自宅前に埋葬された。次男のゴ・レン・ビンは「台湾で死に、眠りたいというのが父の夢だった。遺骨をいつか必ず台湾に埋めてあげたい」と語っている。

## ベトナム残留台湾人
日本統治下の台湾からベトナムに連れてこられ、現地で終戦を迎えた台湾人は約300人と推計される。呉連義は残留台湾人の最後の生存者だったとみられる。

## 備考
- 呉連義の母校は1931年（昭和6年）、第17回全国中等学校優勝野球大会で準優勝の台湾代表、嘉義農林学校。彼はこの母校を誇りにしていたと言われる。
- 「日本が私を捨てた」が生涯を回想した手記の表題。日本に愛憎両方の感情があった。
- 「日本人として恥ずかしいことは何もしていない。どうして帰れないのか」が口癖だったと言われる。